# Barbara Hallquist
Barbara Hallquist (née le 1er mai 1957) est une joueuse de tennis américaine, professionnelle du milieu des années 1970 à 1983.

## Palmarès

### Titre en simple dames
Aucun

### Finales en simple dames
| No | Date       | Nom et lieu du tournoi                      | Catégorie | Dotation | Surface      | Vainqueure     | Score    |          |
| -- | ---------- | ------------------------------------------- | --------- | -------- | ------------ | -------------- | -------- | -------- |
| 1  | 09-03-1981 | Avon Futures of Bakersfield, Bakersfield    | Futures   | 30 000 $ | Dur (ext.)   | Pam Casale     | 6-4, 6-3 | Parcours |
| 2  | 09-06-1981 | Surrey Grass Courts Championships, Surbiton |           | 50 000 $ | Gazon (ext.) | Betsy Nagelsen | 6-0, 6-4 | Parcours |

### Titres en double dames
| No | Date       | Nom et lieu du tournoi                       | Catégorie | Dotation | Surface      | Partenaire   | Finalistes                     | Score         |          |
| -- | ---------- | -------------------------------------------- | --------- | -------- | ------------ | ------------ | ------------------------------ | ------------- | -------- |
| 1  | 05-03-1979 | Avon Futures of Fort Myers Fort Myers        | Futures   | 25 000 $ | Terre (ext.) | Diane Desfor | Marjorie Blackwood Kym Ruddell | 6-4, 6-4      | Parcours |
| 2  | 17-12-1979 | Nabisco New South Wales Open Sydney          |           | 50 000 $ | Gazon (ext.) | Diane Desfor | Barbara Jordan Kym Ruddell     | 4-6, 6-2, 6-2 | Parcours |
| 3  | 10-03-1980 | Avon Futures of Southwest Florida Fort Myers | Futures   | 25 000 $ | Terre (ext.) | Diane Desfor | Carrie Meyer Sabina Simmonds   | 6-3, 6-1      | Parcours |

### Finales en double dames
| No | Date       | Nom et lieu du tournoi                        | Catégorie | Dotation | Surface      | Vainqueures                        | Partenaire       | Score         |          |
| -- | ---------- | --------------------------------------------- | --------- | -------- | ------------ | ---------------------------------- | ---------------- | ------------- | -------- |
| 1  | 27-02-1978 | Avon Futures of South Florida Fort Lauderdale | Futures   | 20 000 $ | NC           | Lesley Hunt Mariana Simionescu     | Diane Desfor     | 1-6, 7-6, 6-3 | Parcours |
| 2  | 07-08-1978 | US Clay Court Championships Indianapolis      |           | 35 000 $ | Terre (ext.) | Helen Anliot Helle Sparre-Viragh   | Sheila McInerney | 6-3, 6-1      | Parcours |
| 3  | 15-01-1979 | Avon Futures of Pasadena Pasadena             | Futures   | 25 000 $ | NC           | Laura duPont Sharon Walsh          | Diane Desfor     | 3-6, 7-6, 7-5 | Parcours |
| 4  | 28-01-1980 | Avon Futures of Idaho Boise                   | Futures   | 25 000 $ | Dur (int.)   | Mary Carillo Florenta Mihai        | Diane Desfor     | 6-1, 6-4      | Parcours |
| 5  | 09-03-1981 | Avon Futures of Bakersfield Bakersfield       | Futures   | 30 000 $ | Dur (ext.)   | Sherry Acker Paula Smith           | Diane Desfor     | 6-2, 6-0      | Parcours |
| 6  | 08-02-1982 | Avon Futures of California Bakersfield        | Futures   | 40 000 $ | Dur (ext.)   | Cláudia Monteiro Catherine Tanvier | Diane Desfor     | 7-6, 2-6, 6-3 | Parcours |
| 7  | 01-03-1982 | Avon Futures of Central Pennsylvania Hershey  | Futures   | 40 000 $ | Dur (int.)   | Anne Hobbs Susan Leo               | Nancy Yeargin    | 6-2, 6-0      | Parcours |

## Parcours en Grand Chelem

### En simple dames
| Année | Open d'Australie (janvier) | Open d'Australie (janvier) | Internationaux de France | Internationaux de France | Wimbledon       | Wimbledon        | US Open         | US Open          | Open d'Australie (décembre) | Open d'Australie (décembre) |
| ----- | -------------------------- | -------------------------- | ------------------------ | ------------------------ | --------------- | ---------------- | --------------- | ---------------- | --------------------------- | --------------------------- |
| 1976  | -                          | -                          | -                        | -                        | -               | -                | 1er tour (1/64) | Jackie Fayter    | n/a                         | n/a                         |
| 1977  | -                          | -                          | -                        | -                        | -               | -                | 2e tour (1/32)  | Sheila McInerney | -                           | -                           |
| 1978  | n/a                        | n/a                        | -                        | -                        | 3e tour (1/16)  | Tracy Austin     | 2e tour (1/32)  | Wendy Turnbull   | -                           | -                           |
| 1979  | n/a                        | n/a                        | -                        | -                        | 1er tour (1/64) | Dianne Fromholtz | 2e tour (1/32)  | Terry Holladay   | -                           | -                           |
| 1980  | n/a                        | n/a                        | -                        | -                        | -               | -                | 1/4 de finale   | Hana Mandlíková  | 3e tour (1/8)               | Hana Mandlíková             |
| 1981  | n/a                        | n/a                        | -                        | -                        | 2e tour (1/32)  | Andrea Buchanan  | 2e tour (1/32)  | Jo Durie         | 1er tour (1/32)             | Jo Durie                    |
| 1982  | n/a                        | n/a                        | 1er tour (1/64)          | Zina Garrison            | 2e tour (1/32)  | Kate Latham      | 2e tour (1/32)  | Heather Crowe    | 1er tour (1/32)             | Wendy White                 |
| 1983  | n/a                        | n/a                        | -                        | -                        | 2e tour (1/32)  | Andrea Leand     | 1er tour (1/64) | M. Skuherská     | -                           | -                           |

À droite du résultat, l’ultime adversaire.

### En double dames
| Année | Open d'Australie (janvier) | Open d'Australie (janvier) | Internationaux de France    | Internationaux de France | Wimbledon                    | Wimbledon                 | US Open                     | US Open                 | Open d'Australie (décembre)  | Open d'Australie (décembre) |
| ----- | -------------------------- | -------------------------- | --------------------------- | ------------------------ | ---------------------------- | ------------------------- | --------------------------- | ----------------------- | ---------------------------- | --------------------------- |
| 1976  | -                          | -                          | -                           | -                        | -                            | -                         | 1er tour (1/32) B. Jordan   | L. Beaven Sally Moore   | n/a                          | n/a                         |
| 1977  | -                          | -                          | -                           | -                        | -                            | -                         | 2e tour (1/16) S. McInerney | P. Bostrom Mary Carillo | -                            | -                           |
| 1978  | n/a                        | n/a                        | -                           | -                        | 1er tour (1/32) S. McInerney | T. Holladay Paula Smith   | 3e tour (1/8) S. McInerney  | B. Nagelsen Pam Shriver | -                            | -                           |
| 1979  | n/a                        | n/a                        | -                           | -                        | 3e tour (1/8) Diane Desfor   | B. J. King Navrátilová    | 1/4 de finale Diane Desfor  | Betty Stöve W. Turnbull | -                            | -                           |
| 1980  | n/a                        | n/a                        | -                           | -                        | -                            | -                         | 1/4 de finale Diane Desfor  | Pam Shriver Betty Stöve | 1er tour (1/16) Diane Desfor | R. Fairbank Tanya Harford   |
| 1981  | n/a                        | n/a                        | -                           | -                        | 2e tour (1/16) Diane Desfor  | Ilana Kloss P. Teeguarden | 2e tour (1/16) Diane Desfor | Navrátilová Pam Shriver | 1er tour (1/16) Diane Desfor | E. Sayers Amanda Tobin      |
| 1982  | n/a                        | n/a                        | 2e tour (1/16) S. McInerney | S. Mascarin Anne White   | 2e tour (1/16) Diane Desfor  | M. Blackwood Susan Leo    | 3e tour (1/8) Diane Desfor  | J. Russell V. Ruzici    | 1er tour (1/16) Sherry Acker | L. Antonoplis B. Jordan     |
| 1983  | n/a                        | n/a                        | -                           | -                        | 2e tour (1/16) Anne White    | B. Potter Sharon Walsh    | 1er tour (1/32) Anne White  | Jo Durie Ann Kiyomura   | -                            | -                           |

Sous le résultat, la partenaire ; à droite, l’ultime équipe adverse.

### En double mixte
| Année | Open d'Australie (janvier), | Open d'Australie (janvier), | Internationaux de France      | Internationaux de France  | Wimbledon                    | Wimbledon               | US Open                    | US Open                    | Open d'Australie (décembre), | Open d'Australie (décembre), |
| ----- | --------------------------- | --------------------------- | ----------------------------- | ------------------------- | ---------------------------- | ----------------------- | -------------------------- | -------------------------- | ---------------------------- | ---------------------------- |
| 1978  | n/a                         | n/a                         | -                             | -                         | -                            | -                       | 1er tour (1/32) Gene Malin | Gail Glasgow J. Van Linge  | n/a                          | n/a                          |
| 1979  | n/a                         | n/a                         | -                             | -                         | -                            | -                       | 2e tour (1/8) Tom Leonard  | Bettina Bunge Raúl Ramírez | n/a                          | n/a                          |
| 1982  | n/a                         | n/a                         | 1er tour (1/16) Mark Friedman | Kathy Rinaldi Jimmy Arias | 2e tour (1/16) Mark Friedman | Sharon Walsh D. Ralston | -                          | -                          | n/a                          | n/a                          |

Sous le résultat, le partenaire ; à droite, l’ultime équipe adverse.